# Opilio sunuitensis
Opilio sunuitensis is een hooiwagen uit de familie echte hooiwagens (Phalangiidae).